# Byron Donalds
Byron Lowell Donalds (Brooklyn, Nueva York, 28 de octubre de 1978) es un empresario, asesor financiero y político estadounidense, actual representante del 19.° distrito congresional de Florida para la Cámara de Representantes de los Estados Unidos. Byron y Burgess Owens son los únicos afroamericanos dentro de la Cámara por parte del Partido Republicano.

## Primeros años y educación
Byron nació y creció en Crown Heights un vecindario de Brooklyn. Fue criado por una madre soltera y tiene dos hermanas, una mayor y una menor que él. Byron Donalds obtuvo una licenciatura en finanzas y marketing de la Florida State University en 2002.

## Carrera profesional y política
Byron comenzó su carrera profesional en TIB Bank en el año 2003 como analista de créditos. El año siguiente fue ascendido a analista de créditos senior y posteriormente a gerente de crédito comercial, cargo que ejerció hasta 2007. Desde 2007 hasta el presente, Byron desempeña funciones como administrador de cartera para CMG Surety, LLC. De la misma manera, a partir del 2015 Byron se convirtió en asesor financiero de Wells Fargo.
La carrera política de Byron comenzó en 2012 cuando se postuló como candidato para el 19.° distrito congresional de Florida, pero fue vencido por Trey Radel.
En el 2016 Byron se convirtió en miembro de la Cámara Alta de Florida como representante del Distrito 80, puesto que mantuvo hasta 2020.
A partir del 3 de enero de 2021 Byron asumió su primer término en el Congreso, el cual culmina el 3 de enero de 2023. Byron obtuvo su victoria con 272.440 votos que representan el 61.3% de los votos totales, venciendo a la demócrata Cindy Banyai y al candidato independiente Patrick Post. Byron es miembro del Comité de Educación y del Comité de Medios y Arbitrios.

## Vida personal

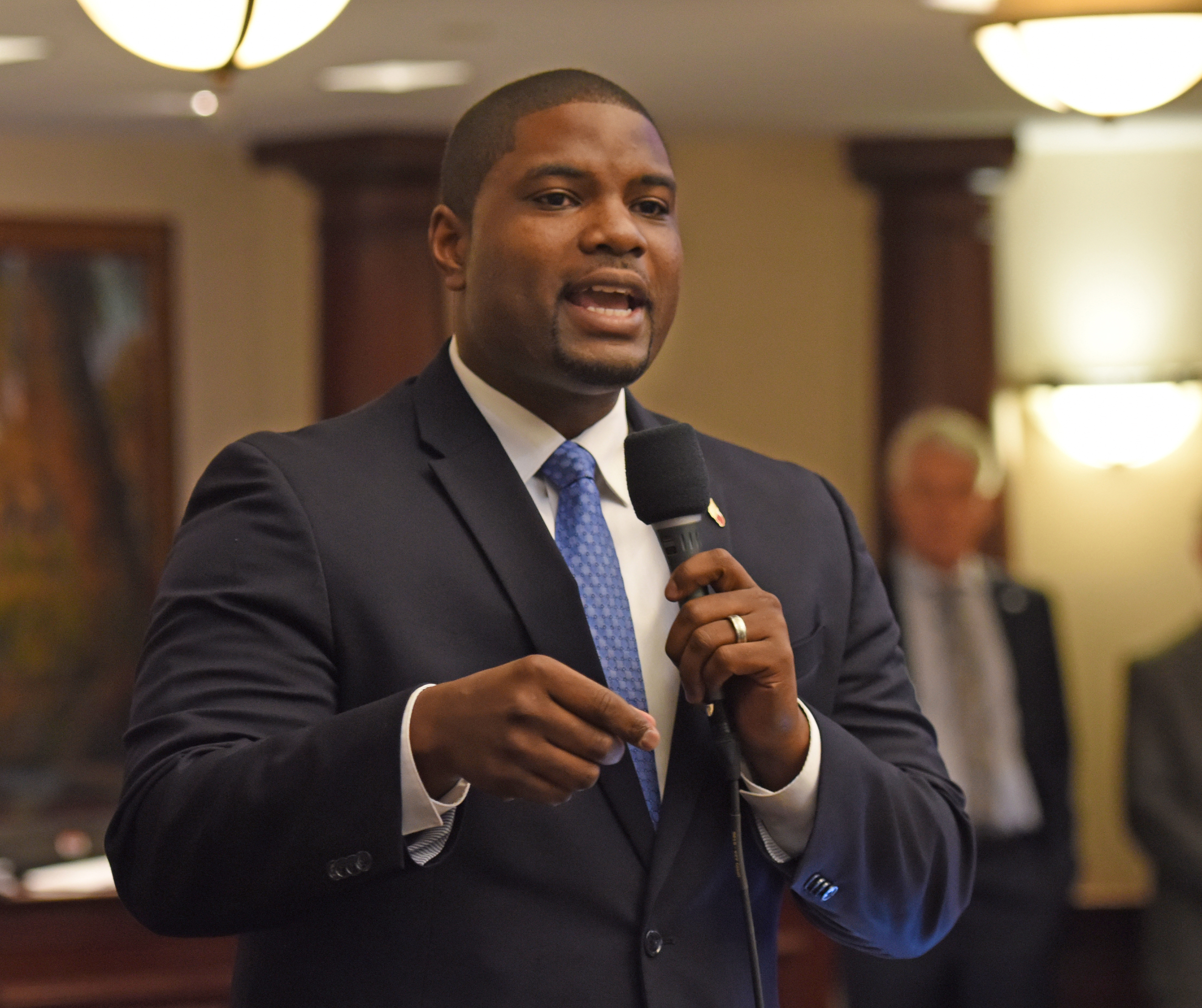
El representante Byron Donalds, R-Nápoles, debate en la Cámara de Representantes el 13 de abril de 2017.

Byron está casado con Erika Donalds y juntos tienen tres hijos: Damon, Darin y Mason. Byron se convirtió a la fe cristiana cuando tenía 21 años. Actualmente vive en Naples, Florida.